# فيكتور ماتا ماتا
فيكتور ماتا ماتا (بالإنجليزية: Víctor Mata)‏ هو لاعب كرة قاعدة دومينيكاوي، ولد في 17 يونيو 1961 في سانتياغو دي لوس كاباليروس في جمهورية الدومينيكان.

## وصلات خارجية
- فيكتور ماتا ماتا على موقعبيزبول رفرنس.كوم (الدوري الرئيسي) (الإنجليزية)
- فيكتور ماتا ماتا على موقعبيزبول رفرنس.كوم (الدوري الثانوي) (الإنجليزية)